# Новоклёново
Новоклёново (до 1948 года Учкоз; укр. Новокленове, крымскотат. Üç Köz, Учь Козь) — село в Белогорском районе Республики Крым, входит в состав Зеленогорского сельского поселения (согласно административно-территориальному делению Украины — Зеленогорского сельского совета Автономной Республики Крым).

## Население
| 2001 | 2014 |
| ---- | ---- |
| 886  | ↘788 |

Всеукраинская перепись 2001 года показала следующее распределение по носителям языка
| Язык             | Процент |
| ---------------- | ------- |
| русский          | 49.21   |
| крымскотатарский | 41.08   |
| украинский       | 8.58    |
| другие           | 0.23    |

### Динамика численности
- 1926 год — 34 чел.[11]
- 1989 год — 713 чел.[12]
- 2001 год — 886 чел.
- 2009 год — 889 чел.[13]
- 2014 год — 153 чел.[14]

## Современное состояние
На 2017 год в Новоклёново числится 9 улиц; на 2009 год, по данным сельсовета, село занимало площадь 56,5 гектара на которой, в 250 дворах, проживало 889 человек. В селе действуют сельский клуб, библиотека-филиал № 23, фельдшерско-акушерский пункт, Новокленовское лесничество Белогорского лесного хозяйства. Новоклёново связано автобусным сообщением с райцентром и соседними населёнными пунктами.

## География
Новоклёново находится в центре Крымского полуострова, в северных отрогах Внутренней гряды Крымских гор. Расположено на ручье Таш-Кура, правом притоке реки Сарысу (приток Биюк-Карасу), высота центра села над уровнем моря — 289 м. Соседние сёла (по прямой): Зеленогорское в 1,5 километра на северо-запад, Новогригорьевка — 1,2 км на север и Александровка в 2,1 км на восток. Расстояние до райцентра — около 11 километров (по шоссе), до ближайшей железнодорожной станции Симферополь — примерно 42 километра. Транспортное сообщение осуществляется по региональной автодороге 35Н-115 Белогорск — Межгорье (по украинской классификации — С-0-10339).

## История
Впервые поселение упоминается в материалах переписи 1926 года, где, согласно Списку населённых пунктов Крымской АССР по Всесоюзной переписи 17 декабря 1926 года, в селе Учхоз, в составе упразднённого к 1940 году Тобен-Элинского сельсовета Карасубазарского района, числилось 8 дворов, все крестьянские, население составляло 34 человека, все татары. На километровой карте Генштаба Красной армии 1941 года, в которой за картооснову в основном были взяты топографические карты Крыма масштаба 1:84000 1920 года и 1:21000 1912 года, села ещё нет (как и на карте Крымского статистического управления 1922 года). Впервые же Уч-Коз обозначается на пятикилометровке 1938 года, также на двухкилометровке РККА 1942 года. В годы коллективизации в селе был создан колхоз «Ени-Ёл».
18 мая 1944 года, после освобождения Крыма от немецко-фашистских войск, по Постановлению ГКО № 5859 от 11 мая 1944 года крымские татары были депортированы в Среднюю Азию. 12 августа 1944 года было принято постановление № ГОКО-6372с «О переселении колхозников в районы Крыма», в исполнение которого в район завезли переселенцев: 6000 человек из Тамбовской и 2100 — Курской областей, а в начале 1950-х годов последовала вторая волна переселенцев из различных областей Украины. В эти годы местное хозяйство вошло в объединённый колхоз «Путь к коммунизму» (в 1960 году реорганизованный в совхоз «Зеленогорский»). С 25 июня 1946 года Учкоз в составе Крымской области РСФСР. Указом Президиума Верховного Совета РСФСР от 18 мая 1948 года Учкоз переименовали в Новоклёново. 26 апреля 1954 года Крымская область была передана из состава РСФСР в состав УССР. Время включения в состав Зеленогорского сельсовета пока не установлено: на 15 июня 1960 года село уже числилось в его составе. Решением Крымского облисполкома от 5 сентября 1985 года в состав Новоклёново включено село Чернокаменка. По данным переписи 1989 года в селе проживало 713 человек. С 12 февраля 1991 года село в восстановленной Крымской АССР, 26 февраля 1992 года переименованной в Автономную Республику Крым. С 21 марта 2014 года в составе Крыма аннексировано Россией.